# Papaver paucistaminum
Papaver paucistaminum är en vallmoväxtart som beskrevs av Tolmachev och Petrovskii. Papaver paucistaminum ingår i släktet vallmor, och familjen vallmoväxter. Inga underarter finns listade i Catalogue of Life.